# Rudolf Lehmann (konstnär)
Wilhelm August Rudolf Lehmann, född den 19 augusti 1819, död den 27 oktober 1905, var en tysk målare. Han var son till Leo Lehmann och bror till Henri Lehmann.
Lehmann, som var sin fars och brors lärjunge, gjorde studieresor i Tyskland, tillbragte en tid i England, slog sig sedan ned i Rom, där han målade bilder ur folklivet, och bosatte sig 1866 i London. Av hans arbeten kan nämnas Sixtus V välsignar Pontinska träsken (1847, i museet i Lille). Dessutom målade han porträtt.